# Université de Poitiers
L’université de Poitiers (peut-être abrégée en UP) est une université française située à Poitiers dans le département de la Vienne en Nouvelle-Aquitaine, fondée en 1431.

## Stratégie de l’université de Poitiers
L'université de Poitiers poursuit une trajectoire de durabilité, tant pour son fonctionnement que pour ses activités académiques, conformément à ses axes stratégiques 2022-2026 adopté en septembre 2021. L'université de Poitiers construit sa signature scientifique par une approche interdisciplinaire de trois objectifs de développement durable (ODD) de l'Organisation des Nations unies (ONU) : l'ODD3 « santé et bien-être », l'ODD4 « éducation de qualité » et l'ODD11 « villes et communautés durables ».
L’université de Poitiers est labellisée « ExcellenceS » au titre de cette stratégie dans le cadre de France 2030. En effet l'université de Poitiers a été annoncée lauréate en novembre 2021 de l'appel à projets « ExcellenceS », lancé dans le cadre du programme investissement d’avenir (PIA4 de France 2030). Le projet UP-SQUARED lauréat est d'une durée de 10 ans (2022-2032) et est doté de 16 millions d'euros.
Cette trajectoire scientifique interdisciplinaire autour de ces 3 ODD est en outre partagée par les deux Alliances que coordonne l'université de Poitiers : 
- l'Alliance universitaire Aliénor d'Aquitaine[4]. Constituée en 2022 sous la forme d'une coordination territoriale, l'Alliance universitaire Aliénor d'Aquitaine fédère autour de l'université de Poitiers douze établissements publics du territoire : l'ISAE-ENSMA, le CHU de Poitiers, le CNRS, l'INSERM, l'INRAE, Réseau CANOPE, le CNED, l'IH2EF, l'EESI, le Campus de Poitiers de Sciences-Po Paris, le CREPS de Poitiers et le CROUS de Poitiers.

- l'Alliance européenne EC2U[5]. Constituée en 2019 à la suite d'un appel à projets de l'Union européenne, l'Alliance européenne EC2U fédère 8 universités européennes et associe une université ukrainienne : l'université de Poitiers (France), l'université de Coimbra (Portugal), l'université de Iaşi (Roumanie), l'université de Jena (Allemagne), l'université de Linz (Autriche), l'université de Pavie (Italie), l'université de Salamanque (Espagne) et l'université de Turku (Finlande), ainsi en tant qu'associée l'université de Lviv (Ukraine).

## Histoire

### XVesiècle: création de l'université de Poitiers
L’université de Poitiers est une des plus anciennes de France. Elle fut fondée en 1431 et voulue par le roi Charles VII (1422-61) pour récompenser la fidélité que lui avait toujours montrée le Poitou. Sa création tient donc aux circonstances de la guerre de Cent Ans, l’occupation de Paris par les Anglais ayant entraîné l'exil d'une partie de l'université de Paris. Le 29 mai 1431, une bulle du pape Eugène IV en autorisait la création, effective le 16 mars 1432 par lettres patentes de Charles VII.
Ce sont d'ailleurs les professeurs de l'université de Paris exilés à Poitiers qui examinèrent Jeanne d'Arc afin de déterminer si elle disait la vérité sur ses voix.
L'université de Poitiers comprenait dès sa fondation, en 1431, une faculté des décrets où fut enseigné le droit canonique ainsi qu'une faculté des lois où l'on professait le droit romain.

### XVIIIesiècle
Une faculté de médecine a également existé dès la fondation de l'université de Poitiers et ce jusqu'en 1793 par l'émission d'un décret de la Convention nationale. Elle fut dissociée de la faculté de théologie en 1610 date à laquelle le doyen, Pierre Milon, ancien médecin du roi Henri IV les dissocia. En 1621 elle acquiert un jardin rue des Basses-Treilles appartenant au doyen Paschal le Coq et par le biais d'une aide apportée par Louis XIII. Le jardin permettant les cours de botanique appliqués, est cédé en 1650 aux carmélites. En 1764, le comte de Blossac, intendant de la généralité de Poitiers fit venir une sage femme très réputée, Mme Ducoudray, pour créer une école d'accouchements.

### XIXesiècle
La création des écoles de droit par décret impérial (21 septembre 1804) institue une école à Poitiers. Elle est inaugurée le 23 juin 1806 et est composée de cinq chaires magistrales auxquelles s'ajoutent au fil des années : 
- Une chaire de droit commercial en 1823.
- Une chaire de droit administratif en 1832.
- Une seconde chaire de droit romain en 1853.
- Une chaire de droit criminel (détachée de la chaire de procédure) en 1876.
- Une chaire d'économie politique en 1890.
- Une chaire de droit international public et privé en 1892.
- Une chaire de droit public et constitutionnel en 1896[11].
- Une chaire d'histoire du droit en 1902
- Une chaire d'économie politique (doctorat) et histoire des doctrines économiques en 1908[12]

Cet enseignement a formé Pierre Waldeck-Rousseau, Marie de Roux, Paul Robain, François Pierre Ingrand ou encore Ernest Monis.
Le régime inauguré par Napoléon spécialise l'ancienne faculté d'arts, dissociant alors une faculté de sciences d'une faculté des lettres. 
La faculté des lettres compte alors quatre chaires : 
- Une chaire de philosophie
- Une chaire d'éloquence latine
- Une chaire d'éloquence française
- Une chaire d'histoire

En 1845, elle est rétablie après son échec sous la période napoléonienne, par une cérémonie tenue par Saint-Marc Girardin. Elle connaît une amélioration considérable et obtient une chaire de littératures étrangères. Des maîtres et des étudiants affluent si bien qu'en 1858 Fustel de Coulanges soutient ses thèses à la faculté des lettres de Poitiers et Emile Beaussire enseigne les littératures étrangères.

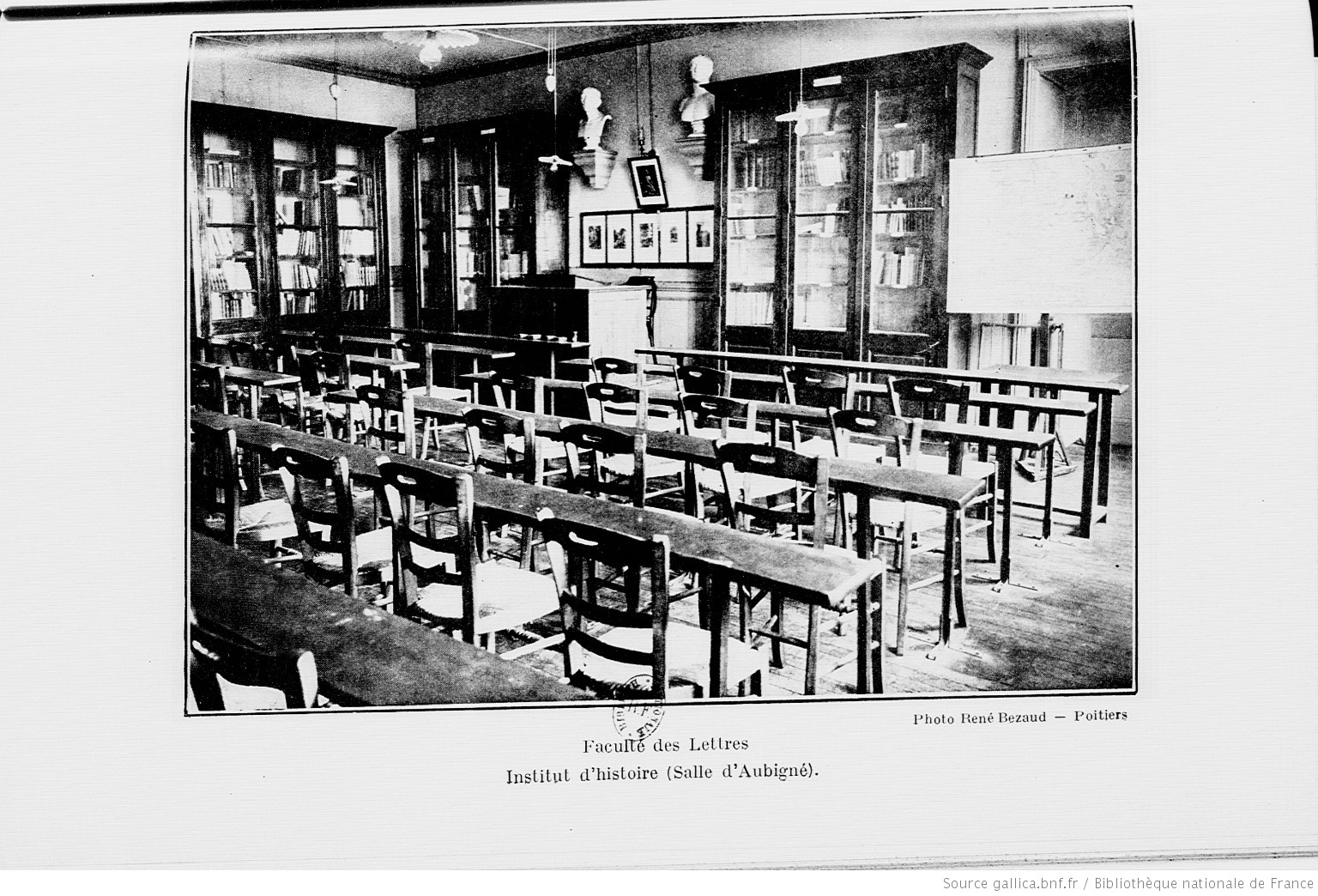
Faculté des lettres : Institut d'histoire.

Des chaires magistrales sont alors ajoutées : 
- Une chaire de langue et littérature grecque en 1881 (remplacée par langue et littérature allemande en 1924)
- Une chaire d'histoire du Poitou en 1897 (remplacée par l'histoire littéraire de l'Ouest en 1921)
- Une chaire de philologie et d'archéologie grecque en 1904
- Une chaire de langue et littérature anglaise (remplace celle de littérature étrangère) en 1909

Cependant le nombre de chaires à Poitiers (8) est nettement inférieur à celui de Paris (35) ou de Lyon et Bordeaux (18). Le recteur Léon Pineau transfert la faculté des lettres dans l'hôtel Fumé en 1919.
En 1869 l'université de Poitiers crée le jardin des plantes de Poitiers.

### XXesiècle
En 1919, l’hôtel Fumé est cédé à l’université afin d’y installer la Faculté des lettres, selon la volonté du recteur Léon Pineau et du doyen de la faculté Henri Carré. Le bâtiment sur rue abrite les parties réservées à l’administration et à la réception tandis que le bâtiment sur cours héberge les salles de cours. Deux ailes asymétriques dessinant une cour ouverte prolongent le bâtiment sur les jardins à l’ouest, où se trouvaient les vastes amphithéâtres Descartes et Richelieu.
Pendant la Seconde Guerre mondiale, des professeurs et des élèves s'engagent dans la résistance : Théodore Lefebvre, Louis Cartan, André Latreille, Jacques Moreau, Daniel Villey, René Savatier, etc. D'autres, en raison de leur confession juive, sont arrêtés, déportés ou bien contraint de se cacher comme Eugène Grumbach (qui était alors doyen de la faculté des sciences).
En 1984, l'université décide de créer son école d'ingénieurs interne, l'ESIP, qui changera de nom en 2010 pour ENSI Poitiers.
Elle est à l'origine d'une antenne d'enseignement à La Rochelle qui plus tard, en 1993 deviendra l'université de La Rochelle pour se détacher de Poitiers. Ils ont longtemps continué à collaborer aussi du PRES, puis brièvement au sein de la ComUE.
En 1994, la présidence de l'université siège à l'hôtel Pinet.

### XXIesiècle
Elle inaugure en octobre 2005 le premier institut Confucius sur le sol français, grâce au partenariat avec l'université de Nanchang, l'entreprise ZTE et l'université de Jiujiang. Le 27 septembre 2010, l'Institut Confucius a emménagé sur le domaine universitaire de Poitiers à côté de la Maison des Langues. En juillet 2023, à la faveur d'une reformulation du partenariat avec l'université de Poitiers, l'Institut Confucius de Poitiers a déménagé dans ses propres locaux sur le site du Futuroscope .
L’université accède aux « compétences élargies » (applications de la LRU) en janvier 2010.
Après avoir géré depuis le 1er janvier 2010 sa masse salariale et son budget, l'Université de Poitiers est la troisième université de France qui possède ses locaux. Le ministre de l'enseignement supérieur s'est déplacé en septembre 2011 pour signer la dévolution du patrimoine.
En 2019 l'université de Poitiers participe à la création de l'Alliance européenne EC2U, qui fédère 8 universités européennes et associe une université ukrainienne : l'université de Poitiers (France), l'université de Coimbra (Portugal), l'université de Iaşi (Roumanie), l'université de Jena (Allemagne), l'université de Linz (Autriche), l'université de Pavie (Italie), l'université de Salamanque (Espagne) et l'université de Turku (Finlande), ainsi que l'université de Lviv (Ukraine).
En décembre 2020, Virginie Laval devient la première femme à présider l'université de Poitiers. Elle est réélue en décembre 2024.
En 2021 l'université de Poitiers est labellisée ExcellenceS au titre de son projet UP-SQUARED de mise en œuvre d'une trajectoire interdisciplinaire autour de trois objectifs de développement durable (ODD) de l'Organisation des Nations unies (ONU) : l'ODD3 « santé et bien-être », l'ODD4 « éducation de qualité » et l'ODD11 « villes et communautés durables ».
En 2022 l'université de Poitiers créé, sous la forme d'une coordination territoriale, l'Alliance universitaire Aliénor d'Aquitaine qui fédère autour d'elle l'ISAE-ENSMA, le CHU de Poitiers, le CNRS, l'Inserm, l'INRAE, réseau Canopé, le CNED, l'IH2EF, l'EESI, le campus de Poitiers de Sciences-Po, le CREPS de Poitiers et le CROUS de Poitiers. Cette Alliance remplace la COMUE université confédérale Léonard de Vinci dissoute en décembre 2021 à la suite de la décision de l'université de Poitiers de s'en retirer.
En 2023 l'université de Poitiers organise sa recherche autour de cinq Instituts Fédératifs de Recherche, pour fédérer ses 37 unités de recherche, dont 13 en mixité avec le CNRS ou l’INSERM, dans l’objectif d’une meilleure visibilité et d’un développement plus interdisciplinaire de la recherche. La même année est constitué le Centre des Études Doctorales de l'université de Poitiers, en remplacement du Collège doctoral de la COMUE université confédérale Léonard de Vinci dissoute en décembre 2021.
En 2024, l'université de Poitiers accueille sur son campus le centre dramatique national Le Méta, qui y installe une nouvelle salle de spectacle. Cette implantation sur un campus universitaire d'une scène culturelle conventionnée par le ministère de la Culture est une première en France. Cette même année, l'université de Poitiers crée une seconde école d'ingénieurs en interne : l'ENSAR, avec son premier département Sciences du risque et de la donnée situé sur le site de Niort qui remplace l'institut des risques industriels assurantiels et financiers (IRIAF).

## Gouvernance de l'université de Poitiers

### Conseils centraux de l'université de Poitiers
En application des dispositions du Code de l’Éducation et de ses statuts, l'université de Poitiers est gouvernée par deux conseils centraux.
- Le conseil d'administration

Le conseil d'administration comprend 36 membres : 22 représentants des personnels, 6 représentants des étudiants et 8 personnalités extérieures.
Les attributions de ce conseil d'administration sont précisées par le Code de l’éducation et les statuts de l'université. Il délibère notamment sur les décisions ayant un impact financier ou juridique.
- Le conseil académique

Le conseil académique comprend 80 membres. Il est la réunion de deux commissions : la commission recherche et la commission formation et vie universitaire. Il assure la cohérence et l’articulation entre les politiques de formation et de recherche.
La commission recherche comprend 40 membres : 32 représentants des personnels, 4 représentants des doctorants et 4 personnalités extérieures. Elle participe à l'élaboration de la politique de recherche et de valorisation.
La commission formation et vie universitaire comprend 40 membres : 20 représentants des personnels, 16 représentants des étudiants et 4 personnalités extérieures. Elle est consultée sur les programmes de formation et d'insertion.

### Présidence de l'université de Poitiers
Le président dirige l'université. Il la représente à l'égard des tiers ainsi qu'en justice. Il est ordonnateur des recettes et des dépenses de l'université. Il préside le conseil d'administration et le conseil académique, il prépare et exécute les délibérations du conseil d'administration. Il a autorité sur l'ensemble des personnels de l'établissement. Il est responsable du maintien de l'ordre, de la sécurité dans l'enceinte de l'établissement. Depuis 1994, la présidence de l'université est installée à l'hôtel Pinet.
| Identité                                        | Période           | Période  | Durée                    |
| Identité                                        | Début             | Fin      | Durée                    |
| ----------------------------------------------- | ----------------- | -------- | ------------------------ |
| Benoît Augustin Elie Jeanneau (d) (1928 - 2004) | 1971              | 1976     | 5 ans                    |
| Jacques Fort (d) (1924 - 2007)                  | 1976              | 1981     | 5 ans                    |
| Raymond Legeais (d) (né en 1930)                | 29 janvier 1981   | 1982     | 1 an                     |
| Jacques Borzeix (d) (1934 - 2010)               | 1982              | 1988     | 6 ans                    |
| René Giraud (d) (1925 - 2021)                   | 1988              | 1993     | 5 ans                    |
| Alain Tranoy (d) (1939 - 2023)                  | 1993              | 1999     | 6 ans                    |
| Éric Espéret (d) (né en 1948)                   | 1999              | 2003     | 4 ans                    |
| Jean-Pierre Gesson (né en 1947)                 | 2003              | 2012     | 9 ans                    |
| Yves Jean (d) (né en 1955)                      | 2012              | 2020     | 8 ans                    |
| Virginie Laval (d) (née en 1969)                | 1er décembre 2020 | En cours | 4 ans, 7 mois et 5 jours |

### Identité visuelle
Fin 2011, l'université décide de changer de logo. Ils ont ainsi proposé à la communauté élargie de l'université trois logos présentant les deux lions de profil avec au milieu un livre et au-dessus trois fleurs de lys avec une typographie et un style différents, de couleur rouge et gris, et le logo précédent.

Armes traditionnelles de l'université de Poitiers[37].
Logo de l'université de Poitiers jusqu'en 2012.
Logo depuis 2012.

## Formation
La réussite étudiante est une priorité de l'université de Poitiers, qui est régulièrement distinguée parmi le groupe de tête des universités françaises assurant le meilleur taux de réussite en licence.
L'université de Poitiers propose plus de 200 formations, de niveau Bac+2 (DEUST), Bac+3 (Licence et Bachelor universitaire technologique), Bac+5 (Master) et Bac+8 (doctorat).

### Composantes pédagogiques
Les formations de l'université de Poitiers sont réparties au sein de quatorze composantes de formations:

#### Sept facultés
- la Faculté de médecine et pharmacie
- la Faculté des sciences fondamentales appliquées
- la Faculté de sciences économiques
- la Faculté de droit et sciences sociales
- la Faculté de lettres et langues
- la Faculté des sciences humaines et sociales
- la Faculté de sciences du sport

#### Cinq instituts
- l'Institut d'administration des entreprises (IAE)
- l'Institut universitaire de technologie (IUT) de Poitiers-Niort-Châtellerault
- l'Institut universitaire de technologie (IUT) d'Angoulême
- l'Institut de préparation à l'administration générale (IPAG)
- l'Institut national supérieur du professorat et de l'éducation (INSPE)

#### Deux écoles d'ingénieurs
- l’École nationale supérieure d'ingénieurs de Poitiers (ENSI Poitiers)
- l'ENSAR

### Formation doctorale

#### Le centre des études doctorales
Le centre des études doctorales de l’université de Poitiers regroupe les cinq écoles doctorales accréditées. Il mutualise et gère l'ensemble des actions communes telles que l’organisation des inscriptions, la journée d'intégration, la cérémonie de remise des diplômes, les formations transversales, etc.

#### Cinq écoles doctorales
L'université de Poitiers est accréditée pour 5 écoles doctorales, regroupées au sein du centre des études doctorales.
- École doctorale n° 88 : droit et science politique (DSP Pierre Couvrat),
- École doctorale n° 651 : mathématiques, informatique, matériaux, mécanique, énergétique (MIMME),
- École doctorale n° 650 : humains en société,
- École doctorale n° 612 : humanités,
- École doctorale n° 649 : énergie, environnement, biologie-santé (Rosalind Franklin).

### Démographie étudiante
| 2000   | 2001   | 2002   | 2003   | 2004   | 2005   | 2006   | 2007   | 2008   | 2009   | 2010   | 2011   | 2018   | 2023   | 2024   |
| ------ | ------ | ------ | ------ | ------ | ------ | ------ | ------ | ------ | ------ | ------ | ------ | ------ | ------ | ------ |
| 24 096 | 23 570 | 24 240 | 24 148 | 24 488 | 25 896 | 24 647 | 23 591 | 24 071 | 23 919 | 23 151 | 22 805 | 27 972 | 31 473 | 31 050 |

### Mobilités internationales
L’université de Poitiers a signé des conventions internationales avec environ 270 universités partenaires réparties dans plus de 50 pays du monde. Parmi celles-ci, on peut citer l’université de Nankin pour l’Asie, l’université fédérale de Bahia pour l’Amérique du Sud, l’université des sciences et technologies du Bénin pour l’Afrique ou bien encore l’université de Stockholm pour l’Europe.
L'université de Poitiers dénombre près de 4 200 étudiants internationaux de 136 nationalités différentes. Parmi ceux-ci, 1 300 suivent une formation délocalisée.

## Recherche
L'université de Poitiers construit sa signature scientifique par une approche interdisciplinaire de trois objectifs de développement durable (ODD) de l'Organisation des Nations unies (ONU) : l'ODD3 « santé et bien-être », l'ODD4 « éducation de qualité » et l'ODD11 « villes et communautés durables ».
L'université de Poitiers organise la recherche en son sein autour de cinq instituts fédératifs de recherche, pour fédérer ses 37 unités de recherche, dont 12 en mixité avec le CNRS et 3 avec l’INSERM, dans l’objectif d’une meilleure visibilité et d’un développement plus interdisciplinaire de la recherche.

### L'IFRBiosanté
L'institut fédératif de recherche Biosanté fédère 3 UMR avec l’INSERM, 6 UR, 1 UAR avec le CNRS et associe 1 école doctorale. L'effectif actuel compte 107 enseignants-chercheurs et chercheurs permanents au sein de cet IFR (au 01/01/24)
- IRMETIST - Ischémie re-perfusion, métabolisme et inflammation stérile en transplantation - UMR INSERM S1313
- LNEC - Laboratoire de neurologie expérimentale et clinique - UMR INSERM S1084
- PHAR2 - Pharmacologie des anti-infectieux et résistances - UMR INSERM S1070
- LITEC - Laboratoire inflammation, tissus épithéliaux et cytokines - UR 15560
- MOVE - mobilité, vieillissement et exercice - UR 20296
- PRETI - Physiopathologie et régulation des transports ioniques - UR 24184
- PRODICET - Progression et dissémination cérébrales des cellules tumorales - UR 24144
- 4CS - Canaux et connexines dans les cancers et cellules souches - UR
- COMET - Communication cellulaire et microenvironnement tumoral - UR 24344
- BioS - unité de service bio-santé - UAR CNRS

### L'IFRSciences de l’ingénierie et du numérique, mathématiques, physique (MPSIN)
L'institut fédératif de recherche Mathématiques, physique, sciences de l’ingénierie et du numérique (MPSIN) fédère 2 UMR avec le CNRS, 1 UPR CNRS, 1 UR et associe 1 école doctorale. Cet Institut fédératif de recherche regroupe actuellement 249 enseignants chercheurs et chercheurs permanents (chiffres au 01/01/24).
- Institut P' - Pôle poitevin de recherche pour l'ingénieur en mécanique, matériaux et énergétique - UPR CNRS 3346
- LMA - Laboratoire de mathématiques et applications - UMR CNRS 7348
- Laboratoire XLIM-SIC : Signal - Image - Communications - département de l'Institut XLIM, UMR CNRS 7252
- LIAS - Laboratoire d'informatique et d'automatique pour les systèmes - UR 20299

### L'IFRÉnergie, environnement, évolution
L'institut fédératif de recherche énergie, environnement, évolution fédère 3 UMR avec le CNRS et associe 1 école doctorale. Cet Institut fédératif de recherche regroupe actuellement 146 chercheurs associés (au 01/01/24).
- IC2MP - Institut de chimie des milieux et des matériaux de Poitiers - UMR CNRS 7285
- Palevoprim - Institut international de paléoprimatologie, paléontologie humaine : évolution et paléoenvironnements - UMR CNRS 7262
- EBI - Laboratoire écologie et biologie des interactions - UMR CNRS 7267

### L’IFRHumanité et société
L’institut fédératif de recherche Humanité et société fédère 4 UMR avec le CNRS, 1 UAR avec le CNRS, 11 UR, et associe 2 écoles doctorales pour 355 chercheurs associés (enseignants chercheurs et chercheurs permanents au 01/01/2024).
- MSHS - Maison des sciences de l'homme et de la société - UAR CNRS 3565
- CESCM - Centre d'études supérieures de civilisation médiévale - UMR CNRS 7302
- CeRCA - Centre de recherche sur la cognition et l'apprentissage - UMR CNRS 7295
- MIGRINTER - Migrations internationales, espaces et société - UMR CNRS 7301
- CRLA - Centre de recherche latino-américaines Archivos - Équipe ITEM - UMR CNRS 8132
- CEREGE - Centre de recherche en gestion - UR 13564
- LéP - Laboratoire d’économie de Poitiers - UR 13822
- CRIHAM - Centre de recherche interdisciplinaires en histoire, histoire de l'art et musicologie - UR 15507
- HERMA - Laboratoire hellénisation et romanisation dans le monde antique. Identités et phénomènes - UR 15071
- FORELLIS - Formes et représentations en linguistique, littérature et dans les arts de l'image et de la scène - UR 15576
- MIMMOC - Mémoire, identités, marginalités dans le monde occidental contemporain - UR 15072
- RURALITES - Rural urbain liens environnement territoires sociétés - UR 13823
- GRESCO - Groupes de recherche et d'études sociologiques de Centre Ouest - UR 15075
- RPPSY - Laboratoire de recherche en psychopathologie et psychanalyse - UR 15297
- MAPP - Métaphysique allemande et philosophie pratique - UR 14148
- TECHNE - TECHnologies Numériques pour l'Éducation - UR 20297

### L’IFRDroit et science politique
L’institut fédératif de recherche Droit et science politique compte 78 chercheurs associés au 01/01/2024 et fédère 5 UR, 1 unité de service et associe 1 école doctorale.
- Institut Jean Carbonnier - UR 13396
- IHD - Institut d'histoire du droit - UR 14617
- IDP - Institut de droit public - UR 14145
- ISCRIM - Institut de sciences criminelles - UR 13395
- CECOJI - Centre d’études et de coopérations juridiques interdisciplinaires - UR 21665
- Juriscope - unité de service

## Vie étudiante
L'université de Poitiers fait de la réussite plurielle et de la vie étudiante une priorité sur ses campus.
Elle déploie une large offre de services à l'intention des étudiants:
- à chaque rentrée, sous la forme d'un « mois d'accueil » sur ses campus ;
- pendant l'année universitaire, sous la forme d'une programmation de saison.

### Sport
Le service du sport universitaire (SUAPS) de l'université de Poitiers propose aux étudiants une large offre de 34 pratiques sportives différentes.
L’université de Poitiers dispose d'un complexe multi-sport, le complexe Marie-Amélie Le Fur (bâtiment C7), ainsi que 6 gymnases ou halles sportives.

### Culture
L'université de Poitiers dispose d'une salle de spectacle de 262 places assises ou 850 places debout, au sein du bâtiment A6 à Poitiers.
Elle héberge sur le campus de Poitiers la salle de spectacle du centre dramatique national Le Méta à partir de la rentrée 2024.
L'université de Poitiers organise ou co-organise plusieurs Festivals tout au long de l'année universitaire:
- Le Festival du film environnemental, organisé par les élèves-ingénieurs de l'ENSI Poitiers[53].
- Le Festival A Corps[54], co-organisé avec le Théâtre Auditorium de Poitiers.
- Le Festival Printemps Durable[55].
- Les Rencontres Michel Foucault, co-organisées avec le Théâtre Auditorium de Poitiers[56].
- Le Poitiers Film Festival[57], co-organisé avec le Théâtre Auditorium de Poitiers.

### Bibliothèques universitaires
L'université de Poitiers déploie un réseau de 9 Bibliothèques universitaires et 9 centres de documentation.

### Santé
Le Service de Santé Étudiante de l'université de Poitiers propose une offre d'activité et de soins à l'intention des étudiants.

### Associations
L'université de Poitiers labellise les associations étudiantes avec le label « Asso de l'UP ».
Plus d'une centaine d'associations contribuent à dynamiser et structurer la vie étudiante sur les campus de l'université de Poitiers.

## Implantation géographique
L'université de Poitiers se déploie sur 12 implantations réparties sur les quatre départements de l'académie de Poitiers.

### Département de la Vienne

#### Centre-ville de Poitiers
Le centre-ville de Poitiers a accueilli 4 000 étudiants pour l'année 2018-2019.

#### Campus de Poitiers
Le campus de l'université de Poitiers, se situe en périphérie de la ville. Il se compose de 4 zones chacune accessible par différents arrêts de bus ou par route. De plus, il dispose d'un grand nombre de logements CROUS. Le campus de Poitiers a accueilli 22 000 étudiants pour l'année 2018-2019.

#### Campus du Futuroscope
Le campus du Futuroscope est situé à Chasseneuil-du-Poitou et accueille environ 700 étudiants.

#### Site de Châtellerault
Le site de Châtellerault a accueilli environ 400 étudiants pour la rentrée 2018-2019.

### Département des Deux-Sèvres

#### Campus de Niort
Le Campus de Niort a accueilli environ 1 600 étudiants pour la rentrée 2023/24 .

#### Site de Thouars
L'université de Poitiers inscrit 160 étudiants au sein de l'IFSI de Thouars.[réf. nécessaire]

### Département de Charente

#### Campus d'Angoulême
Le Campus d’Angoulême accueille plus de 2 200 étudiants pour la rentrée 2022-2023.

#### Site de Cognac-Segonzac
Le site de Cognac-Segonzac accueille une trentaine d'étudiants au sein d'une formation en lien avec la filière locale des spiritueux et d’une formation en travail social en partenariat avec l’IRTS Poitou-Charentes et l’Institut Richemont.

### Département de Charente-Maritime

#### Campus de Saintes
Le Campus de Saintes de l’université de Poitiers accueille plus 300 étudiants à la rentrée 2023-2024.[réf. nécessaire]

#### Site de La Rochelle
Le site de La Rochelle de l'université de Poitiers accueille des étudiants de l'IFSI de La Rochelle et de l'INSPE de Poitiers.

#### Site de Rochefort
Le site de Rochefort de l'université de Poitiers accueille des étudiants de l'IFSI de Rochefort.

#### Site de Royan
L'université de Poitiers est partenaire du CAREL.

## Personnalités liées à l'université

### Étudiants
On peut citer parmi les plus célèbres :
- Francis Bacon : philosophe anglais
- Joachim du Bellay : poète
- René Descartes : philosophe
- Jean-Louis Guez de Balzac : écrivain
- Henri Konan Bédié : ancien président de la Côte d'Ivoire
- François Rabelais : prêtre, médecin et écrivain
- Marie de Roux : avocat et cadre de l’Action française[70]
- Pierre Jônain : patoisant saintongeais[71].
- Louis Audiat : nistorien
- Jacques Brejon de Lavergnée : professeur de droit à Rennes
- Pierre Jobit : prêtre catholique
- Onésime Reclus : l'inventeur du mot « francophonie »
- Saskia Sassen : sociologue et économiste
- René Savatier : juriste
- Belabbas Boudraâ : l'un des pères de la chirurgie en Algérie
- Gérard Cornu : juriste
- François Viète : mathématicien
- Salah El Mahdi : musicologue et compositeur de l'hymne national tunisien
- Clémence Guetté : femme politique et députée française
- Charles Sadron : physicien[72].
- Stéphane Séjourné : ministre de l'Europe et des Affaires étrangères, vice-président exécutif pour la Prospérité et la Stratégie industrielle, commissaire européen aux Industries et à l'Entrepreneuriat

En 2011, la fondation Poitiers Université a décidé de créer un réseau des diplômés pour fédérer les réseaux déjà existants et créer là où cela n'avait pas été précédemment entrepris.

## Polémiques universitaires
En 2008, Benoît Fleury, ex-responsable du Groupe union défense, reçu major de l'agrégation d'histoire du droit, souhaite enseigner à Poitiers toutefois son affectation suscite maintes réactions locales et dans la presse. Une pétition est alors créée pour s'opposer à son affectation et est fortement soutenue par des universitaires de gauche, dont l'ex doyen de l'UFR de sciences humaines et arts ainsi que trois députés socialistes de la Vienne. L'ex-président de l'université Jean-Pierre Gesson s'oppose également à cette affectation. Tandis que le magistrat Philippe Bilger condamne cette décision qu'il qualifie d'hypocrite.
En 2023, deux articles sur internet relaient le témoignage d'un étudiant alléguant une gestion inadaptée pour le suivi de sa situation de handicap au sein d’une formation à distance. Cette situation individuelle fait l'objet d'une procédure juridique en cours devant le Tribunal Administratif, l'étudiant ayant été déclaré défaillant par le jury à la suite d'absences injustifiées. Ce cas individuel apparaît comme non représentatif de la politique de l'université de Poitiers en matière d'inclusion des étudiants en situation de handicap. L'université de Poitiers est considérée comme « bonne élève pour les étudiants en situation de handicap », ainsi qu'en témoigne la visite le 16 décembre 2022 de la ministre chargée des personnes handicapées et de la ministre de l'enseignement supérieur.